# Редько Климент Миколайович
Климент Миколайович Редько (15 [27] жовтень 1897, Холм, Люблінська губернія, Російська імперія, нині Хелм, Польща — 18 лютого 1956, Москва) — український художник, представник живописного авангарду 1920-х — початку 1930-х років.

## Біографія та творчість
Походить з сім'ї селян. Батько помер рано, а мати, щоб прогодувати дітей, довгий час, - як писав пізніше у щоденнику Редько, ліпила орнаменти та зображення мадонн для сільських храмів і каплиць, розташованих на кордоні України та Польщі.  Від цього джерела, ймовірно й розвинувся інтерес юного Климента до мистецтва. 
Вже в 13 років він почав вчитися у живописця по фарфору, а згодом вступив до Іконописної школи Києво-Печерської лаври, де провів чотири роки. В цій школі не тільки вчили писанню ікон, але й викладали рисунок та живопис з натури. Значний вплив на Редька справив вчитель - отець Володимир. Він був знавцем Візантії, писав ікони та пейзажі, дозволяв учням працювати на пленері і писати імпресіоністичні етюди. Тут Редько також познайомився з талановитим художником В.Чекригіним, який захоплювався сучасними течіями в мистецтві – кубізмом та футуризмом. Під впливом В.Чекригіна Редько їде спочатку до Москви, сподіваючись вступити в Московське училище живопису, а згодом – в Петербург, там вчиться у Школі заохочування мистецтв, де одним з його вчителів був Микола Костянтинович Реріх. У 1918 році Редько приїздить до Києва і вступає до Української Академії мистецтв, а згодом знайомиться з професором Академії Михайлом Бойчуком, який створив у Києві школу монументального живопису. Як зазначав сам Редько, це знайомство, а також напружена артистична атмосфера в тогочасній Україні  зробили з нього художника.(Редько К. Дневники. Воспоминания. Статьи... с.8).
У 1919—1920 разом із Соломоном Нікрітіним вчився в студії Олександри Екстер. З 1920 жив у Харкові та Москві, де у 1920—1920 роках займався у ВХУТЕМАСі у Василя Кандинського.
На творчість Климента Редька певний вплив мали конструктивізм та футуризм. У 1922 разом із Соломоном Нікрітіним та О. Тишлером започаткував групу «проєкціоністів». Найважливіша робота цього періоду — трагедійне полотно «Повстання» (1924—1925), яке зараз у постійній експозиції у Третьяковській Галереї).
Багато подорожував (Крим, Кавказ, Північ Росії). У 1926 в Москві пройшла персональна виставка К.Редька. Відряджений Луначарським у 1927 до Парижу, був художником при радянському торговому представництві.
В цей період на його творчість звернули увагу французькі критики. Відомий мистецтвознавець Андре Сальмон в книжці, присвяченій К.Редьку, писав: "Справжній митець не є бранцем навіть власного генія, й Редько йшов назустріч небезпеці як людина, що прагне вирватися з пут лабораторії. Він є людиною, яка намагається, щоб новації у мистецтві не заперечували природу. Він до самозабуття атакував її і прагнув втілити на практиці всю вібрацію, тремтіння весняної землі. На це не наважувався жоден поет до нього. У природі, що перетворює варвара на романтика й змушує мріяти, він шукав порядку, рівноваги й того суверенного інтелекту, який вітав, малюючи містерію заводу". (Lounatcharsky A., Salmon A. Clémen REDKO,... с.16-17)
Книжка Андре Сальмона з передмовою Луначарського вийшла друком у паризькому видавництві «Ars», була ілюстрована 19 роботами К.Редька, виконаними у 1919 – 1929 роках.
Навесні  1931 року , залишивши щоденну копітку роботу  в Парижі, Редько виїхав до Оверні на етюди та оселився на хуторі в родині селянина. Суворий край центрального масива Франції відкрив перед митцем свої широкі гони, насичені синіми, червоними, зеленими, жовтими кольорами. Палітра його полотен різко змінилася. Якщо в попередніх роботах він користувався  здебільшого двома темними фарбами – червоною та синьою, оперуючи їхніми численними відтінками, то тепер колорит світлішає та насичується теплими, м’якими тонами. Зникає вада живопису Редька, на яку звернув увагу А.Сальмон – одноманітність  і тьмяність колориту. Живопис таких робіт, як «Овернські селяни», «Овеча криниця» напрочуд гарний. Митця захоплюють постаті, обличчя, характери місцевих жителів. Тонкий психолог, він помічав не тільки суворість кремезних, грубуватих селян, а й їхню ніжність і душевне багатство. В щоденнику К. Редько занотовував у цей час, що його зацікавило «сполучення сильних, різких форм з м’якими, тендітними організаціями».  «Портрет вчительки», сповнений чистоти і жіночності, «Портрет хлопчика в батьковому брилі», «Портрет старого» - чи не найкращі в усій творчості майстра.
З Оверні Редько привіз до Парижа багато робіт, і більшість з них експонувалася на персональній виставці в Парижі в галереї Віньон.
В ці роки Редько зближується з Пабло Пікассо. Такі різні, навіть протилежні у своїх поглядах на життя, мистецтво, вони знаходять спільну  мову. У тривалих розмовах, переглядах картин народжується взаємна повага і дружба.
У 1933 – 1934 роках Редько брав участь у виставках Асоціації художників революційної Франції та салоні «Surindependent» - Наднезалежний. Обидві виставки демонстрували нове мистецтво того часу. Редько виставив полотно «Епоха» та портрети, що викликали загальну увагу. 
На цей час мистецтво художника досягло вершини свого розвитку. Він пише на взуттєвій фабриці серію портретів робітниць, дитячі портрети, натхненний і тонкий Автопортрет, почав портрет Пікассо. Останній не був завершений, а на ескізі Пікассо зображений з камінцем фантастичної форми в руках. Одна з найкращих робіт цього часу – «Портрет Тіти Портере» - тонкий і вишуканий у сполученні сріблястих та червоних кольорів, сповнений юної сили та невимушеності гарної молодої жінки.
До Редька приходить офіційне визнання Парижа. У травні 1935 р. музей Же-де-Пом де Тюільрі придбав його картину «Птахи на полі». Художника приймають у майстернях та відвідують його А. Глез, Р. Делоне, А.Дерен, Ф. Леже. Паризькі газети друкують статті про творчість митця, відзначаючи глибину  та психологічну достовірність його робіт. (Асєєва Н.Ю. Українсько-французькі художні зв'язки..., с.85-86).
В кінці 1935 р. Редько повернувся до Радянського Союзу. Тут він сподівався влаштувати виставку робіт, виконаних у Франції, але Спілка художників так і не надала для виставки належного приміщення. На початку 1938 р. Редько працює над оформленням павільйонів Сільськогосподарської виставки, подорожує до Середньої Азії, де замальовує славетні пам’ятники старовинної східної архітектури, пише пейзажі на озері Іссик- Куль. Під час Другої світової війни художник працював над портретами солдат та офіцерів, які перебували в госпіталі, картинами на тему війни.  Після закінчення війни Редько писав пейзажі, керував ізостудією Сільскогосподарській академії ім. К.А. Тімірязєва.
У 1940-і працював у ТАРС. 1948 був виключений із Спілки художників СРСР як той, хто «знаходиться під впливом західної культури». Залишив літературний спадок (прозу, мемуари, статті про мистецтво).
18 лютого 1956 року Редько помер у Москві, де його творчість довгий час залишалася майже невідомою. 

## Тексти
- Редько К. К годовщине смерти Поля Синьяка. - Советское искусство, 1937, 17 серпня.
- Редько К. Пікассо. - Всесвіт, 1972, №5, с.160-164.
- Редько К. Дневники. Воспоминания. Статьи. - М.: Сов.художник, 1974, - 135 с.